# Escola de Altos Estudos Comerciais de Paris
A Escola de Altos Estudos Comerciais de Paris ou HEC Paris (pronuncia-se achœcê) é uma grande école francesa. Criada em 1881, é administrada e financiada pela Câmara de Comércio e da Indústria de Paris (CCIP) e, desde 1964, está instalada no campus de Jouy-en-Josas, no departamento dos Yvelines. A escola também tem um campus em Doha, Qatar.
De acordo com a classificação do Financial Times, a HEC Paris é a melhor escola de administração da Europa e a segunda melhor do mundo. O ranking  é liderado pela Harvard Business School, nos Estados Unidos.
A escola faz parte do Grupo HEC, uma estrutura criada  pela CCIP em 1970, e inicialmente denominada CESA (Centre d'enseignement supérieur des affaires; em português, Centro de Ensino Superior de Negócios), a fim de reunir a própria HEC, o ISA (Institut supérieur des affaires, em português, "Instituto Superior de Negócios") e o CFC (Centre de formation continue; em português, "Centro de Formação Contínua"). O Centre de perfectionnement aux affaires de Paris ("Centro de Aperfeiçoamento em Negócios de Paris") foi integrado em 1999. O grupo oferece diferentes formações em administração e empreendedorismo: Bachelor of Arts, cursos com ingresso mediante concurso, para obtenção do diploma de Master of Science; especialização, MBA, MBA executivo, TRIUM Global Executive MBA, doutorado e cursos de aperfeiçoamento profissional, de curta duração. Em 2017, a escola abriu o Mestrado Executivo em Inovação e Empreendedorismo em cooperação com o Coursera. O programa é 100% online e tem como objetivo formar gestores especialistas nessas duas áreas em 18 meses.
A HEC Paris é membro fundador do ParisTech (Institut des sciences et technologies de Paris), que reúne as doze grandes écoles politécnicas e de negócios da região parisiense , e possui tripla acreditação; AMBA, EQUIS e AACSB.
Em 15 de setembro de 2020, a Escola cofundou com a IP Paris o centro de pesquisa em inteligência artificial Hi! PARIS.
A Escola conta com outros três centros de pesquisa: o Society & Organizations Institute, o Innovation & Entrepreneurship Institute e o GREGHEC (Groupement de Recherche et d’Etudes en Gestion à HEC Paris).
Sua associação de ex-alunos, HEC Alumni, é uma das redes sociais mais antigas do mundo.
A escola também tem sua própria fundação.

## Histórico
Fundada em 1881 por Gustave Emmanuel Roy, presidente da Câmara de Comércio de Paris (CCIP), com 57 alunos na primeira turma, a École des hautes études Commerciales de Paris (HEC) destinava-se às áreas da gestão e do comércio a École Centrale Paris no campo da engenharia.
Em 1921, a escola introduziu o método baseado em casos da Harvard Business School, mas a maioria das aulas manteve-se teórica. Em 1938, o programa HEC foi alargado para 3 anos.
Devido à procura das corporações francesas por uma educação de gestão ao estilo norte-americano, no final da década de 1950, o método baseado em casos generalizou-se e foi criada uma turma preparatória de um ano para se preparar para o exame de admissão, que se tornou mais difícil. Como resultado, apenas 9% dos estudantes do HEC tinham frequentado a universidade em 1959, enquanto em 1929 47% o tinham feito.
Em 1964, o presidente francês Charles de Gaulle inaugurou um novo campus arborizado de 250 acres (1,0 km²) em Jouy-en-Josas. Em 1967, a HEC lançou os seus programas de educação executiva. As mulheres foram aceites na HEC desde 1973. Apenas 27 mulheres foram aceites nesse ano e a HEC jeunes filles (HECJF), outra escola dedicada às mulheres, foi encerrada. As suas antigas alunas são consideradas oficialmente graduadas pelo HEC e incluem Édith Cresson, a primeira mulher primeira-ministra de França.
O curso de doutoramento foi criado em 1975, mas até 1985 os doutorandos tinham de concluir as teses na universidade. Em 1985 o HEC obteve o direito à concessão do grau de doutor, antes da ESSEC (2010) e da ESCP (2012).
A escola desenvolveu cadeiras financiadas por empresas (Deloitte, EDF, Toshiba, etc.) para multiplicar os laços entre o HEC e as empresas. A Fundação HEC, criada em 1972, tem como objetivo específico o desenvolvimento destas ligações e o financiamento da escola pelas empresas.
As ligações com as empresas foram reforçadas na década de 90 e isso levou a uma maior especialização, com a criação de cursos de finanças e empreendedorismo em 1986. Como consequência do Big Bang financeiro e da explosão da Cidade, cada vez mais licenciados foram trabalhar para Inglaterra e, em geral, no estrangeiro. Em 2006, um terço encontrou o seu primeiro emprego no estrangeiro. Em 2015, a escola adotou um novo estatuto legal para permitir que os investidores privados integrem o conselho de administração.
Em 1988, o HEC fundou a rede CEMS com a Esade, a Universidade Bocconi e a Universidade de Colónia.
A 1 de julho de 2008, a HEC Paris juntou-se à ParisTech e depois à Universidade Paris-Saclay como membro fundador. O campus universitário de Jouy-en-Josas, no departamento de Yvelines, está localizado na parte norte do pólo tecnológico Paris-Saclay, que reúne um quarto da investigação pública francesa. A HEC Paris faz parte da rede de escolas superiores de negócios (ESC) da região Paris Ilha de França, juntamente com a ESSEC e a ESCP Business School.
Em 2016, a escola adotou um novo estatuto jurídico e tornou-se uma parceria público-privada (École consulaire ou CESE), em grande parte financiada pela Câmara de Comércio pública de Paris.
Em 2017, a HEC lançou um portefólio de novos programas de dupla graduação denominados M2M com a Yale School of Management, a Universidade de Ciência e Tecnologia de Hong Kong e a Fundação Getulio Vargas.
Nesse mesmo ano, em março,, a escola lançou o programa Executive Master em inovação e empreendedorismo em colaboração com a Coursera.
A 15 de setembro de 2020, a escola cofundou com o Institut Polytechnique de Paris o centro de investigação em inteligência artificial Hi! PARIS.
Em outubro de 2023, a escola anunciou a criação do Bacharelato em Dados, Sociedade e Organizações em colaboração com a Universidade Bocconi de Milão.
Em dezembro de 2024, a fundação anunciou os resultados da sua campanha "Impact Tomorrow" de 2019-2024. Foram angariados 213 milhões de euros, um recorde para uma grande école francesa.

## Reputação e posição ou classificação
Desde 2019, a HEC Paris é classificada anualmente como a melhor escola de negócios europeia pelo Financial Times . O seu programa de Master in Strategic Management ocupa o primeiro lugar no ranking QS. O seu mestrado em finanças é regularmente classificado entre os dois primeiros lugares. O seu mestrado em Marketing ocupa também o primeiro lugar mundial.

## Programas
Os cursos de licenciatura em gestão de empresas em França estão organizados em três níveis que facilitam a mobilidade internacional: licenciatura, mestrado e doutoramento. A licenciatura exige a obtenção de 180 créditos ECTS (licenciatura + 3); o mestrado, 120 créditos ECTS adicionais (licenciatura + 5). A HEC Paris oferece licenciaturas a partir de outubro de 2023; O seu cobiçado PGE (Programme Grande École) termina com a obtenção do grau de Mestre em Gestão (MiM). Além do PGE, os estudantes do HEC podem obter outros graus de mestrado, como o MBA (licenciatura + 5) ou o doutoramento (licenciatura + 8).

### Bachelor in Data, Society and Organisations
Anunciada em outubro de 2023, a escola oferece Bachelor of Arts em parceria com a Universidade Bocconi de Milão. Focada em Dados, Sociedade e Organizações, combina ciências de dados e ciências sociais. Os alunos passam os três primeiros semestres em Itália e os três últimos em França, no campus de Jouy-en-Josas.

### O programa «Grande École»
Os cursos da grande école HEC Paris permitem obter o Master of Science (MSc) in Management, considerado o segundo melhor mestrado em administração e gestão de empresas do mundo pelo Financial Times. O HEC Paris MBA, pela sua parte, é considerado o melhor da Europa e o terceiro melhor do mundo pela The Economist.
- Concurso de acesso. Os alunos do programa HEC Paris grande école são selecionados através de um concurso, considerado um dos mais seletivos do sistema educativo francês. As possibilidades de acesso são:
  - Admissão ao primeiro ano: após três anos de aulas preparatórias, são oferecidas 380 vagas a cerca de 4 mil candidatos. Não é proposta qualquer lista complementar (pelo que, se um candidato rejeitar a vaga obtida, essa vaga mantém-se vazia e não é oferecida aos próximos classificados do concurso).[29]
  - Admissão no segundo ano: o concurso de admissão direta oferece 50 vagas para cerca de 1.100 candidatos. Podem participar os melhores alunos das universidades francesas, titulares do grau de bacharel.[30]
  - Admissões internacionais: Os candidatos com um diploma universitário não francês podem ingressar no HEC se forem selecionados pelo Serviço de Admissões Internacionais.[31] Além disso, os estudantes de algumas das principais instituições europeias, como a ESADE espanhola, a Universidade de São Galo ou a Universidade Bocconi italiana, podem ser admitidos diretamente no último ano do programa grande école, ao abrigo do acordo de Duplo Diploma entre o universidades.[32]

A HEC Paris produziu mais CEO do que qualquer outra escola ou universidade de negócios europeia e está ainda à frente de todas as escolas e universidades de negócios dos EUA, com a única exceção da Universidade Harvard.

### MSc in International Finance (MIF)
O mestrado em Finanças Internacionais ocupa o primeiro lugar a nível mundial em programas de pré-experiência (de acordo com o ranking FT de 2022). O primeiro semestre é dedicado a cursos básicos e avançados, enquanto o segundo semestre permite aos alunos escolher entre uma concentração de disciplinas optativas, bem como uma grande variedade de disciplinas optativas gratuitas.
O programa oferece uma série de workshops e eventos com bancos e empresas multinacionais, incluindo uma viagem de estudo a Londres, destinada a aumentar as oportunidades de carreira e de networking.
Os estudantes podem escolher entre (1) o curso de Gestão: concebido para estudantes com experiência em negócios, finanças ou contabilidade; ou (2) o grau Acelerado: concebido para estudantes com experiência em áreas quantitativas, como matemática, engenharia, física e econometria.
Os cursos de negócios e os cursos acelerados têm acesso ao mesmo conjunto de disciplinas optativas no semestre da primavera e têm as mesmas oportunidades de carreira no final do programa. Notavelmente, ambos têm acesso a uma especialização em Finanças Empresariais ou a uma especialização em Mercado de Capitais (semestre da primavera).
Dependendo da sua escolha, os alunos terão acesso a uma gama específica de cursos básicos e opcionais. Enquanto o primeiro semestre é dedicado a cursos básicos e avançados, o segundo semestre permite aos alunos escolher entre uma concentração de disciplinas optativas, bem como uma grande variedade de disciplinas optativas gratuitas.

### 12-24 months MSc / MS Programas
- MSc Consulting and Coaching for Change (com o Universidade de Oxford)
- MSc Innovation and Entrepreneurship (entregue via Coursera)
- MSc International Finance
- MS/LL.M International Law and Management
- MSc Managerial and Financial Economics
- MSc/MS Marketing
- MSc/MS Media Art and Creation
- MSc Strategic Management
- MSc Sustainability and Social Innovation
- MSc X-HEC Data Science for Business (com Escola Politécnica)
- MSc X-HEC Entrepreneurs (com Escola Politécnica)

### Master of Business Administration (MBA)
O programa de MBA, criado em 1969, tem duas sessões: setembro e janeiro. O HEC MBA consiste num currículo de 16 meses, com 8 meses de cursos básicos e 8 meses de um programa customizado, que inclui diversas opções de especialização, programas de intercâmbio e projetos de trabalho de campo. Uma turma O corpo discente típico é composto por cerca de 250 alunos, sendo 90% estudantes internacionais, com mais de 52 nacionalidades representadas na turma de formandos de 2017. O processo de seleção procura o equilíbrio entre o desempenho académico, a experiência profissional, a exposição internacional e a motivação pessoal. O conhecimento de francês não é um requisito de entrada, mas é altamente recomendável que os participantes tenham um conhecimento básico de francês no início do programa de MBA, enquanto os cursos de línguas obrigatórios (durante os dois primeiros semestres principais) e opcionais são oferecidos durante todo o o programa. São oferecidos programas de intercâmbio e dupla graduação com cerca de 40 escolas de negócios internacionais parceiras, incluindo a Singapore Management University, HKUST, London Business School, Columbia Business School, Wharton e Yale.

### Educação executiva

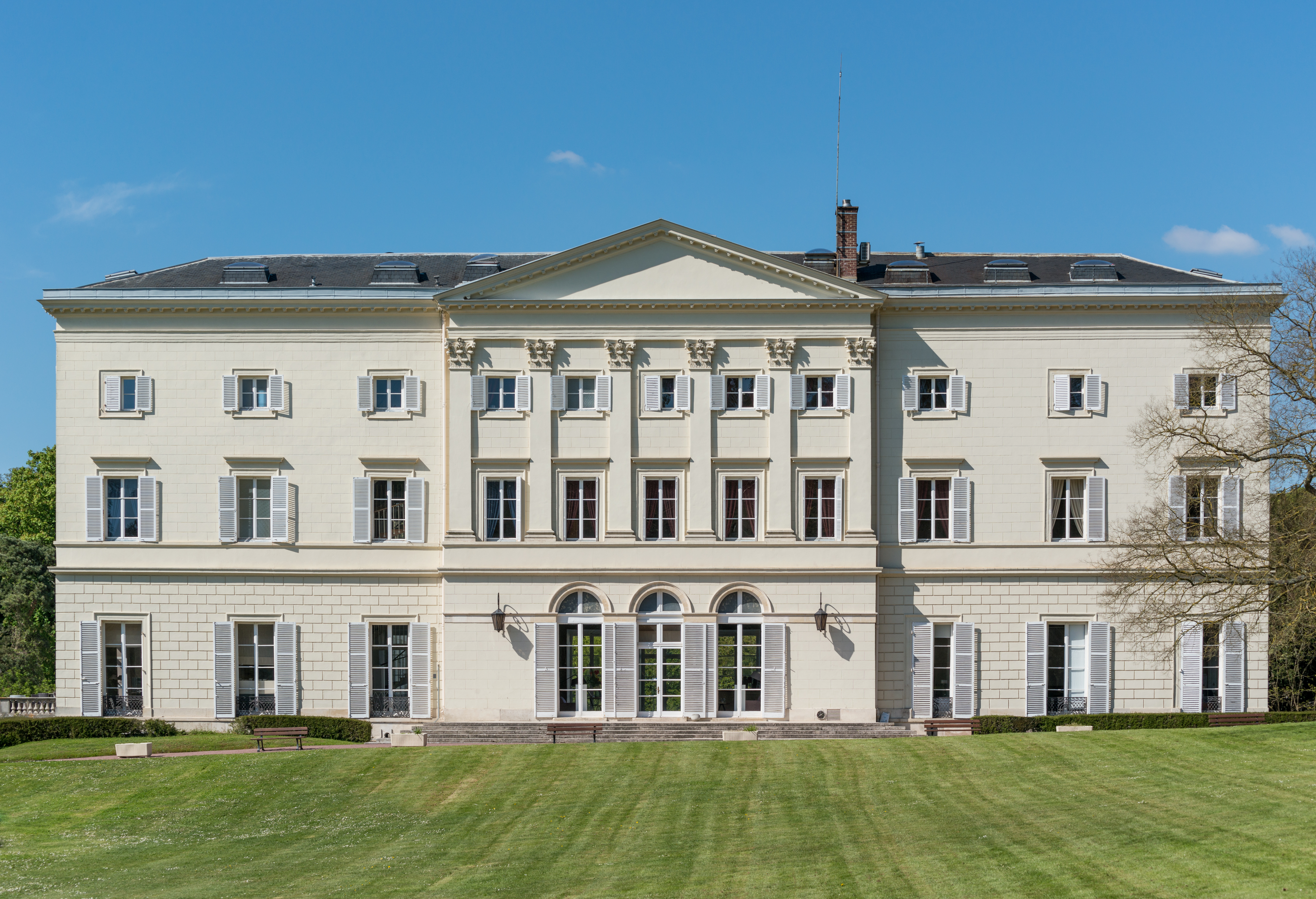
HEC Paris Le Château dedicado à educação executiva

#### Executive MSc in Innovation and Entrepreneurship
O Executive Master Innovation & Entrepreneurship é um programa desenvolvido pela HEC Paris em parceria com a Coursera. O programa é 100% online e tem como objetivo formar executivos especializados nestas duas áreas em 18 meses. O curso foi inaugurado em março de 2017.

#### Executive MBA
O MBA Executivo da HEC, que até 2002 se chamava Centre de perfectionnement aux affaires, é um programa para executivos de alto nível com um mínimo de 8 anos de experiência corporativa, preparando-os para cargos de gestão geral (a experiência média dos alunos é de cerca de 14 anos antigo). O MBA Executivo é um programa multi-site oferecido em Paris (França), Pequim (China), São Petersburgo (Rússia) e Doha (Qatar). Os cursos estão divididos entre teoria, estudos de caso, projetos estratégicos, formação de liderança, campus comunitário da UE e intercâmbios no estrangeiro nos Estados Unidos e na Ásia. As universidades associadas ao programa são a NYU, a UCLA, a Babson College nos Estados Unidos, a Tsinghua University na China e a Nihon University no Japão. Beneficia da tripla acreditação AACSB, AMBA e EQUIS.

#### TRIUM Global Executive MBA
A HEC também oferece o programa TRIUM Global Executive MBA em colaboração com a Stern School of Business da Universidade de Nova Iorque e a London School of Economics. Está dividido em seis módulos que são ministrados em cinco sedes de negócios internacionais durante 16 meses.

### Programa de doutoramento
O programa de doutoramento em gestão da HEC Paris oferece formação para carreiras em investigação e academia. Oferece 7 especializações e normalmente demora 4 a 5 anos a ser concluído. As especializações oferecidas são Contabilidade e Controlo de Gestão, Economia e Ciências da Decisão, Finanças, Sistemas de Informação e Gestão de Operações, Gestão e Recursos Humanos, Marketing e Estratégia e Política Empresarial. Em dezembro de 2020, havia 59 alunos no programa, representando 18 nacionalidades. Mais de 90% dos alunos ingressam na carreira académica após a conclusão. Todos os estudantes de doutoramento recebem isenção total da propina, uma bolsa de estudos de custo de vida de cinco anos e financiamento para investigação.

## Massive Open Online Courses
A HEC Paris também participa na nova vaga de ensino à distância, criando os seus próprios cursos de formação online através de MOOCs.
Atualmente, existem vários MOOC disponíveis, entre os quais: "Become a changemaker, build a career with purpose and impact" e "Creating and Developing a Tech Startup".
Acessíveis através da Coursera, podem ser combinados para obter um Certificado em inovação, empreendedorismo, liderança ou gestão.

## Atividades de investigação e empreendedorismo

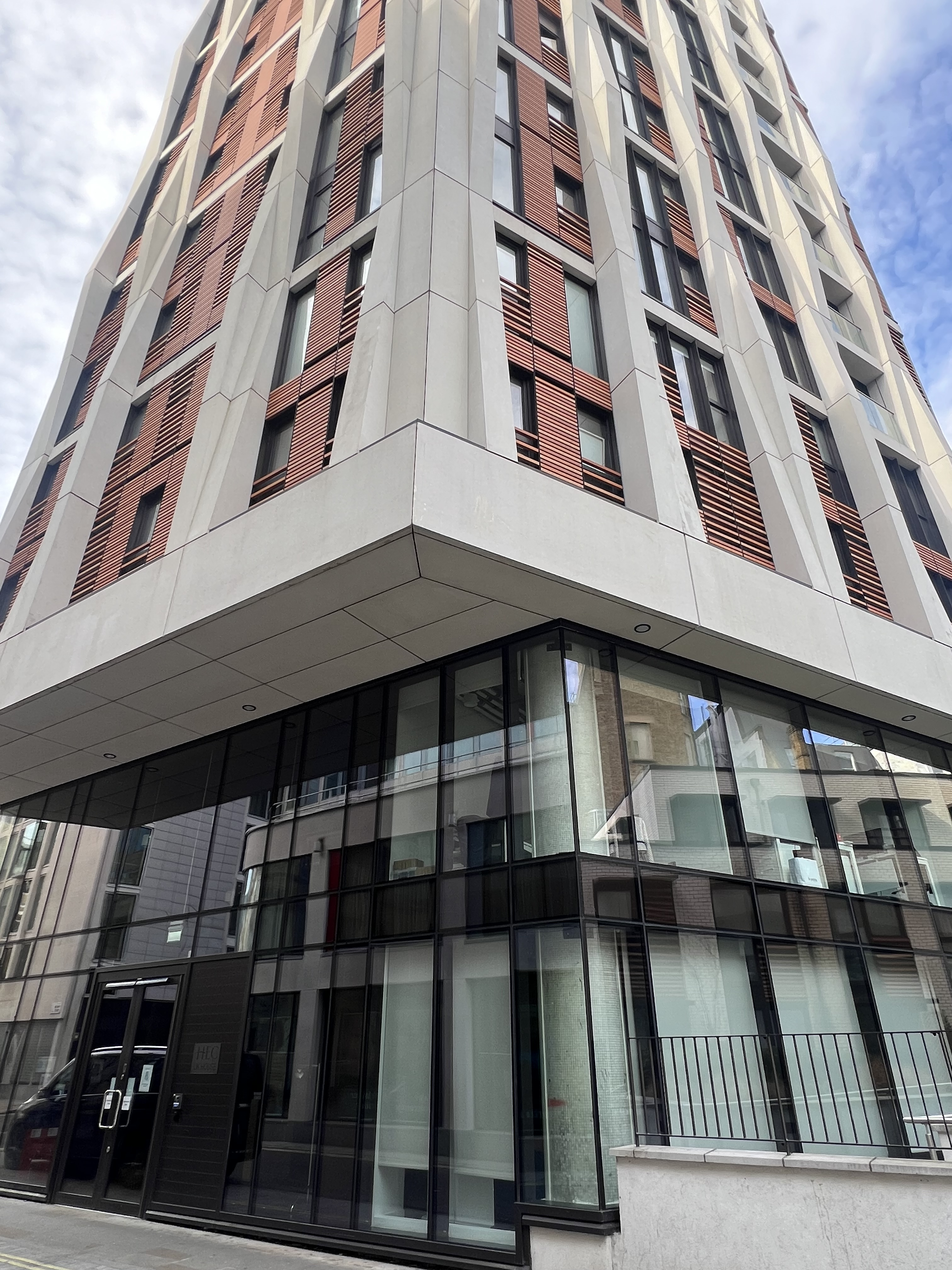
HEC UK House em Londres

A 15 de setembro de 2020, a escola cofundou com o Institut Polytechnique de Paris o centro de investigação em inteligência artificial Hi! PARIS.
A Escola possui três outros centros de investigação: o Society & Organizations Institute, o Innovation & Entrepreneurship Institute e o GREGHEC (Groupement de Recherche et d’Etudes en Gestion à HEC Paris).
A escola oferece a licenciatura em empreendedorismo há mais de 40 anos, com a criação em 1977 da HEC Entrepreneurs, que hoje se tornou MSc X-HEC Entrepreneurs, em colaboração com a Escola Politécnica. Desde o início da HEC Entrepreneurs, os antigos alunos da HEC criaram mais de 600 empresas. Entre 2004 e 2013, a percentagem de empresários por classe passou de 10% para 25%. Em 2007, a HEC Paris criou a Incubateur HEC Paris, a sua incubadora de startups dedicada a apoiar startups criadas por antigos alunos. Atualmente dirigida por Antoine Leprêtre, a incubadora faz parte do campus da Station F desde 2017. Desde 2017, a escola oferece também um mestrado online dedicado ao tema.

## Alguns ex-alunos notáveis
| - Jean-Louis Borloo, Ministro da Ecologia - Édith Cresson, premiê da França (1991-1992) - Michel Crozier, sociólogo - Louis Gallois (CEO da EADS) - Roland Garros, pioneiro da aviação - François Hollande, Presidente da República Francesa (2012-2017 ) | - Pascal Lamy, Diretor Geral da Organização Mundial do Comércio - Francisco I. Madero, Presidente do México (1911 - 1913) - François-Henri Pinault, Presidente da Kering - Paul Reynaud, Presidente do Conselho de Ministros (chefe do governo) (1940) - Pierre Rosanvallon, historiador e cientista político, professor do Collège de France - Dominique Strauss-Kahn, ex- Diretor-Geral do Fundo Monetário Internacional |

## Na cultura popular
La institución aparece en numerosas obras Association de malfaiteurs, una película de Claude Zidi de 1987, presenta a antiguos alumnos.